# 1372
| [ Edytuj tabelę ]                          | |
| Król Polski                                | - 1370 Ludwik Węgierski 1382                                                                                    |
| Współksiążęta Andory                       | - 1370 Berenguer d'Erill i de Pallars 1387 - 1343 Gaston III 1391                                               |
| Król Anglii                                | - 1327 Edward III 1377                                                                                          |
| Król Aragonii i Walencji, hrabia Barcelony | - 1336 Piotr IV Aragoński 1387                                                                                  |
| Władca Azteków                             | - 1325 Tenoch 1376                                                                                              |
| Elektor Brandenburgii                      | - 1365 Otto V Leniwy 1373                                                                                       |
| Książę Bawarii                             | - 1347 Stefan II 1375                                                                                           |
| Książę Burgundii                           | - 1364 Filip II Śmiały 1404                                                                                     |
| Cesarz Bizancjum                           | - 1355 Jan V Paleolog 1376                                                                                      |
| Car Bułgarii                               | - 1371 Iwan Szyszman 1393 - 1356 Iwan Stracimir 1396                                                            |
| Cesarz Chin                                | - 1368 Hongwu 1398                                                                                              |
| Król Cypru                                 | - 1369 Piotr II 1382                                                                                            |
| Król Czech                                 | - 1346 Karol IV Luksemburski 1378                                                                               |
| Król Danii                                 | - 1340 Waldemar Atterdag 1376                                                                                   |
| Władca Egiptu                              | - 1363 Al-Aszraf Szaban 1377                                                                                    |
| Cesarz Etiopii                             | - 1344 Nyuaje Krystos 1372 - 1372 Nyuaje Marjam 1382                                                            |
| Król Francji                               | - 1364 Karol V Mądry 1380                                                                                       |
| Król Gruzji                                | - 1360 Bagrat V Wielki 1393                                                                                     |
| Hrabia Holandii                            | - 1358 Albert 1404                                                                                              |
| Cesarz Japonii                             | - 1368 Chōkei 1383                                                                                              |
| Kalif                                      | - 1362 Al-Mutawakkil I 1383                                                                                     |
| Król Kastylii i Leónu                      | - 1369 Henryk II 1379                                                                                           |
| Patriarcha Konstantynopola                 | - 1364 Filoteusz Kokkin 1376                                                                                    |
| Władca Korei                               | - 1351 Kongmin 1374                                                                                             |
| Wielki książę litewski                     | - 1345 Olgierd 1377                                                                                             |
| Cesarz Majapahitu                          | - 1350 Hajam Wuruk 1389                                                                                         |
| Sułtan Maroka                              | - 1366 Abd al-Aziz I 1372 - 1372 Abu al-Abbas Ahmad 1384                                                        |
| Książę Mediolanu                           | - 1354 Galeazzo II 1378 - 1354 Bernabò 1385                                                                     |
| Wielki książę moskiewski                   | - 1359 Dymitr Doński 1389                                                                                       |
| Król Nawarry                               | - 1349 Karol II Zły 1387                                                                                        |
| Król Norwegii                              | - 1343 Haakon VI Magnusson 1380                                                                                 |
| Elektor Palatynatu                         | - 1356 Ruprecht I 1390                                                                                          |
| Papież                                     | - 1370 Grzegorz XI 1378                                                                                         |
| Król Portugalii                            | - 1367 Ferdynand I 1383                                                                                         |
| Cesarz Rzymski (niemiecki)                 | - 1346 Karol IV Luksemburski 1378                                                                               |
| Kapitanowie Regenci San Marino             | - 1372 Corbello di Vita Giannini Mignone Bauto 1372 - 1372 Giovanni di Riguccio Martino di Guerolo Pistori 1372 |
| Książę Serbii                              | - 1371 Łazarz I Hrebeljanović 1389                                                                              |
| Elektor Saksonii                           | - 1370 Wacław 1388                                                                                              |
| Król Szkocji                               | - 1371 Robert II 1390                                                                                           |
| Król Szwecji                               | - 1364 Albrecht Meklemburski 1389                                                                               |
| Król Tajlandii                             | - 1370 Pha Ngua 1388                                                                                            |
| Sułtan Turków                              | - 1360 Murad I 1389                                                                                             |
| Doża Wenecji                               | - 1367 Andrea Contarini 1382                                                                                    |
| Król Węgier                                | - 1342 Ludwik Andegaweński 1382                                                                                 |
| Wielki mistrz zakonu krzyżackiego          | - 1351 Winrich von Kniprode 1382                                                                                |

Rok 1372 / MCCCLXXII
stulecia: XIII wiek ~
XIV wiek ~
XV wiek

lata: 1362 «
1367 «
1368 «
1369 «
1370 «
1371 «
1372
» 1373
» 1374
» 1375
» 1376
» 1377
» 1382

## Wydarzenia w Polsce
- 10 października – polskiego starostę na Rusi, Jana Kmitę, zastąpił mianowany przez Ludwika Węgierskiego Władysław Opolczyk.

## Wydarzenia na świecie
- 23 maja – król Polski i Węgier Ludwik Węgierski zawarł w Wyszehradzie porozumienie z cesarzem Karolem IV, w którym zrezygnował ze swych roszczeń do Śląska.
- 22 czerwca – wojna stuletnia: zwycięstwo francusko-kastylijskich sił morskich nad Anglikami w bitwie pod La Rochelle.

## Urodzili się
- 13 marca – Ludwik Orleański, książę Orleanu (zm. 1407)

## Zmarli
- 21 marca – Rudolf VI Długi, margrabia Badenii (ur. ?)
- po 24 sierpnia – Kazimierz III, książę szczeciński (ur. ok. 1347)
- przed 29 września – Jan I Scholastyk, książę oświęcimski z dynastii Piastów (ur. ok. 1309)[1]
- data dzienna nieznana:
  - Nyuaje Krystos, cesarz Etiopii (ur. ?)